# Łukasz Kuźma
Łukasz Kuźma (Białystok, 15 mei 1991) is een Pools voetbalscheidsrechter. Hij is in dienst van FIFA en UEFA sinds 2021. Ook leidt hij sinds 2020 wedstrijden in de Ekstraklasa.
Op 18 juli 2020 leidde Kuźma zijn eerste wedstrijd in de Poolse nationale competitie. Tijdens het duel tussen Raków Częstochowa en Wisła Płock (2–1) trok de leidsman achtmaal de gele kaart. Zijn eerste interland floot hij op 7 juni 2024, toen Schotland met 2–2 gelijkspeelde tegen Finland. Arttu Hoskonen (eigen doelpunt) en Lawrence Shankland zorgden voor een Schotse voorsprong, waarna Benjamin Källman en Oliver Antman de uitslag bepaalden. Tijdens deze wedstrijd deelde Kuźma aan de Schot Craig Gordon en de Fin Niilo Mäenpää een gele kaart uit.

## Interlands
| Datum       | Plaats             | Wedstrijd           | Uitslag | Competitie        | Kreeg geel | Kreeg voor de tweede keer geel en dus rood | Weggestuurd |
| ----------- | ------------------ | ------------------- | ------- | ----------------- | ---------- | ------------------------------------------ | ----------- |
| 7 juni 2024 | Glasgow, Schotland | Schotland – Finland | 2 – 2   | Vriendschappelijk | 2          | 0                                          | 0           |

Laatst bijgewerkt op 27 juni 2024.